# 澳門-MACAU
澳門-MACAU（葡萄牙語：TDM-Macau Satéllite），原名澳門衛視，是澳門廣播電視股份有限公司的第四條頻道，2009年10月1日開播。頻道定位為中國與葡語國家及海外華人間的電視廣播平台 ，全天24小時以粵語、國語、葡語及英語廣播，節目以新聞及資訊節目、本地製作、藝術、文化、 教育及綜藝為主，向各地觀眾介紹澳門的城市特色及社會發展，更對澳門各項大型活動作直播。

## 歷史
2009年11月2日開始，在澳廣視網站的節目表中，該頻道之名稱已經更改為「澳門-MACAU」（但一般情況下都會稱呼為“澳廣視衛星電視頻道－澳門”），似乎是希望與另一條同名電視頻道「澳門衛視」區分開來。
2012年1月，澳广视总裁梁金泉表示，澳廣視衛星頻道将会在年內落地中国大陆，但至今没能落地，2023年8月，澳广视旗下的另一条电视频道澳视澳门取代澳門-MACAU，成功在广东省有线电视网落地。
2012年10月1日，香港有線電視停止转播该频道。
2021年10月1日，本頻道更換新標誌。
2025年5月13日，澳广视宣布澳門-MACAU频道于葡萄牙收费电视平台NOS落地，并开始逐步落地其他葡语系国家。

## 全澳數字電視訊號發射頻道及頻率
| 發射站   | 頻段 | 頻道            | 頻道編號 | 功率 |
| -------- | ---- | --------------- | -------- | ---- |
| 東望洋山 | UHF  | 第24頻道 498MHz | 96       | 20W  |

## 主要播出節目

### 粵語節目
- 早晨新聞（以《粵語新聞》名義播出，錄播）：星期一至六10:00-10:30、14:00-14:30
- 澳視新聞（以《粵語新聞》名義播出，錄播）：每日22:00-22:50
- 澳門人‧澳門事
- 澳視澳門九點半自製綜藝資訊節目重溫（部分節目另增加葡萄牙語字幕）
- 澳視澳門十點半澳視縱橫重溫
- 灣區全媒睇（香港電台製作節目）

### 普通話節目
- 澳視澳門午間及八點黃金劇場（另增加葡萄牙語字幕）

### 葡萄牙語節目
- 葡語新聞（Telejornal）：每日23:00-23:40（首播）、翌日02:00-02:40、15:00-15:40
- 澳事漫淡（O Estado da Região）
- 葡語體育（TDM Desportivo）
- TDM訪談（TDM Entrevista）
- 葡文節目重溫系列（部分節目增加繁體中文字幕）

### 英語節目
- 英語新聞 （TDM News）：每日01:30-02:00（首播）、07:30-08:00、18:00-18:30
- 大灣財富（Greater Bay Wealth）：澳視葡文每周五播出的周播英語財經資訊節目

### 部分特別直播節目
- 澳門農曆新年花車巡遊匯演
- 澳門農曆新年煙花表演
- 澳廣視至愛新聽力頒獎音樂會
- 澳門國際龍舟賽
- 澳門國際煙花比賽匯演
- 澳門施政報告發表、答問會及各施政範疇辯論
- 澳門格蘭披治大賽車
- 中華人民共和國國慶日或澳門特別行政區成立紀念日升旗儀式